# 豊竹山城少掾
豊竹 山城少掾（とよたけ やましろの しょうじょう、1878年（明治11年）12月15日 - 1967年（昭和42年）4月22日）は明治・大正・昭和の三代にわたって活躍した義太夫節大夫。近代屈指の名人として知られ、義太夫節・人形浄瑠璃に大きな足跡を残した。本名は金杉 彌太郎（かねすぎ やたろう）。

## 来歴
東京浅草生まれ。3歳で三代目片岡我童の弟子となって、片岡銀杏の名で歌舞伎の舞台に立ったこともあるが、8歳のとき竹本政子太夫・鶴澤清道に師事し、義太夫の修行を始める。1887年、五代目竹本津賀大夫に入門、小津賀太夫を名乗る。1889年に大阪へ移り、三代目竹本津太夫に入門、津葉芽大夫を名乗る。またこの年、人形浄瑠璃において初舞台を踏む（文楽座『鬼一法眼三略巻』大序）。
1909年に二代目豊竹古靱太夫襲名。このころから若手の有望株として認められ、竹本摂津大掾や相三味線三代目鶴澤清六などについて積極的に学ぶ。1930年に四ツ橋文楽座が開場して後は、四代目竹本津太夫、六代目竹本土佐太夫らと並んで三巨頭と呼ばれ、1942年には文楽座付きとなる。1943年4月、帝国芸術院賞を受賞。
1946年、帝国芸術院会員、大阪府文芸賞。1947年、秩父宮より掾号受領、名を豊竹山城少掾藤原重房と改め、名実ともに当代の第一人者として目されるようになる。この年には昭和天皇の行幸にあわせて御前演奏（『重の井子別れ』）も勤める。1955年人間国宝。
1959年、文楽座で引退興行を行い、『二月堂』の良弁を語る。同年大阪市民文化賞。1960年文化功労者。1964年勲三等旭日中綬章。その3年後の1967年4月22日、気管支肺炎のため死去、88歳没。従四位が追贈された。
相三味線は、初め師の三代目鶴澤清六、次いで四代目鶴澤清六（1923年より）、晩年は鶴澤藤蔵（1952年より）だったが、特に四代目清六との名コンビで知られる。戯曲に対する深い解釈と、心理描写の徹底した細緻さ、さらに豪壮にして巧緻な音遣いによって、同時代のうちでも名人中の名人と言われ、その芸風は「山城風」と呼ばれた。義太夫節のみならず、浄瑠璃や邦楽などの古典芸能の分野からも尊敬を集める逸材だった。
墓所は寝屋川清風寺、戒名は「宝山院古金豊富日弥居士」。

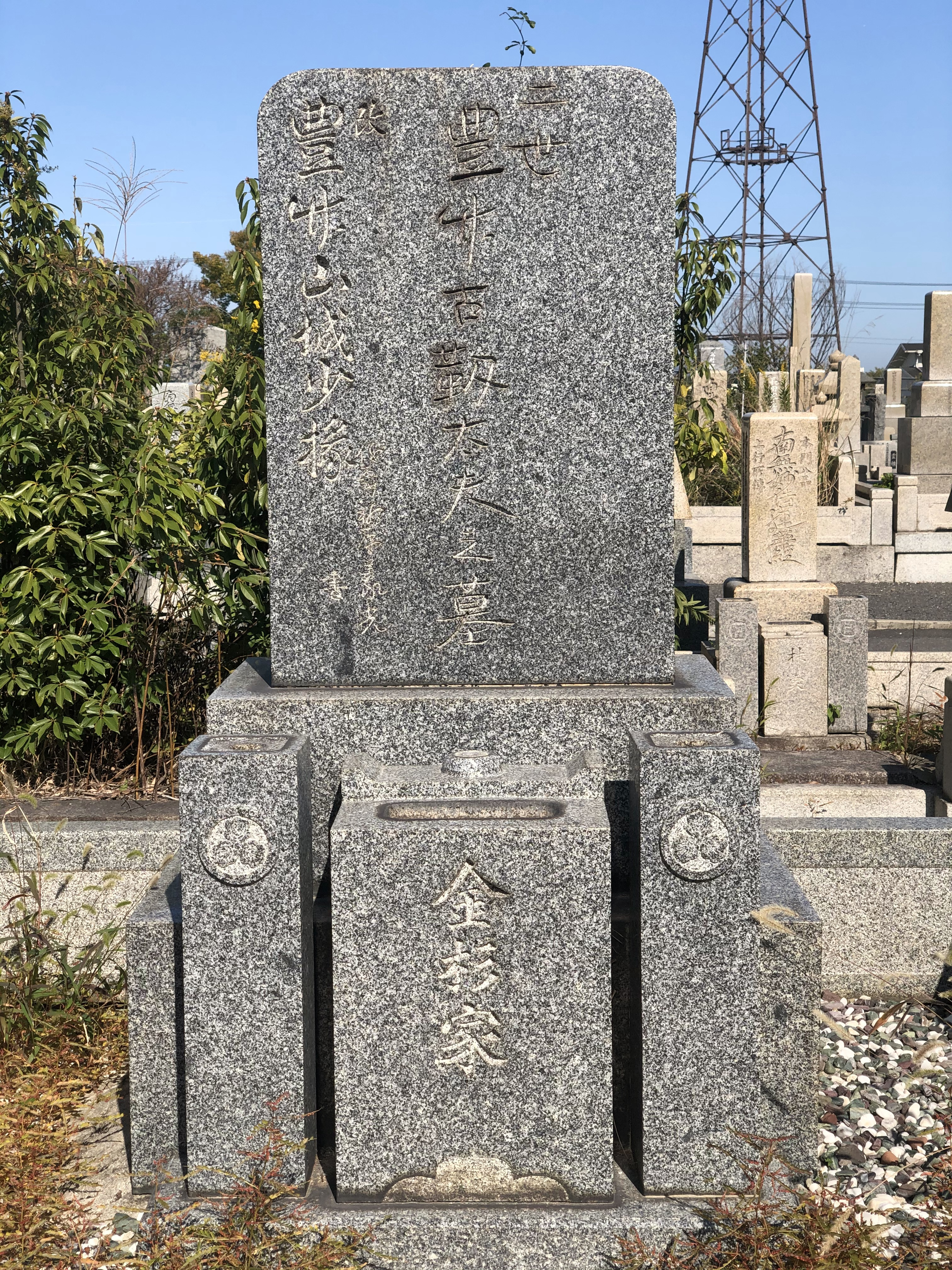
豊竹山城少掾の墓

門下は多く代表的なのは八代目竹本綱大夫など。四代目坂田藤十郎も義太夫の発声法を若い頃に教わっている。

## 著書
- 『山城少掾聞書』茶谷半次郎編 和敬書店 1949
- 『十人百話 第7』「文楽十話」毎日新聞社 1965
- 『私の履歴書 文化人 10』日本経済新聞社 1984

## 関連書籍
- 渡辺保『昭和の名人豊竹山城少掾 魂をゆさぶる浄瑠璃』新潮社 1993
- 藤田洋編『豊竹山城少掾覚書』日本芸術文化振興会 演芸資料選書 2010